# Дармограй, Роман Анатольевич
Рома́н Анато́льевич Дармогра́й (укр. Роман Анатолійович Дармограй, позывной — Стриж; 22 октября 1993, Копытинцы) — украинский военнослужащий, полковник, участник российско-украинской войны. Герой Украины (2022).

## Биография
Родился 22 октября 1993 года в селе Копытинцы Хмельницкой области. В 2015 году окончил Национальную академию сухопутных войск имени гетмана Петра Сагайдачного. Службу начал в 72-й отдельной механизированной бригаде имени Чёрных Запорожцев, где прошёл путь от командира взвода до заместителя командира бригады. Участвовал в АТО и ООС, защищая украинские позиции под Волновахой, Авдеевкой и на Светлодарской дуге.
Во время российского вторжения в Украину в 2022 году спланировал и организовал оборону населённых пунктов Пуховка, Рожевка и Калиновка Броварского района Киевской области.
С июля 2023 по апрель 2025 года был командиром 10-й отдельной горно-штурмовой бригады «Эдельвейс».

## Награды
- Звание «Герой Украины» с удостоением ордена «Золотая Звезда» (19 марта 2022) — за личное мужество и героизм, проявленные в защите государственного суверенитета и территориальной целостности Украины, верность военной присяге[1].
- Орден Богдана Хмельницкого III степени (1 февраля 2017) — за личное мужество и высокий профессионализм, проявленные в защите государственного суверенитета и территориальной целостности Украины, верность военной присяге[2].